# Msallata
Msallata (aussi connue sous le nom de Al Qusabat ; Cussabat et El-Gusbát)) est une ville de la Tripolitaine en Libye. Elle est située dans le district d’Al Mourqoub et compte 55 000 habitants.

## Étymologie
Il n'y a pas eu de recherche sur l'étymologie du nom Msallata, mais il existe des spéculations quant à ses origines. Une théorie est que le nom vient du pluriel du mot arabe pour obélisque masalla qui est masallat, car la ville abrite 22 grands bâtiments berbères appelés Kasbah (ou qasaba). Une autre possibilité serait que le nom vient du mot arabe sel (frottement), qui a aussi le sens plus spécifique de « frotter l'olivier de son arbre », le M au début étant une variante de l'article défini himyarite am-. Les partisans de cet argument mentionnent que Msallata est célèbre pour sa production d'olives. Cependant, aucune de ces affirmations n'a été scientifiquement prouvée.

## Histoire
L'histoire de la ville remonte à l'époque romaine où elle était mentionnée comme Misfe, une station entre Leptis Magna et Tarhunah. À la fin de la Première Guerre mondiale, l'accord sur l'établissement de la République tripolitaine a été signé dans la ville le 16 novembre 1918.
Des réfugiés de Msallata ont fondé Ahisamakh (en) en 1950.